# Hilara major
Hilara major är en tvåvingeart som beskrevs av Gabriel Strobl 1892. Hilara major ingår i släktet Hilara och familjen dansflugor.
Artens utbredningsområde är Ungern. Inga underarter finns listade i Catalogue of Life.